# Chiesa di San Lorenzo (Ama)
La chiesa di San Lorenzo si trova ad Ama, nel comune di Gaiole in Chianti, ed è situata sul poggio di fronte alla pieve di San Polo in Rosso.

## Storia
Il territorio della chiesa è citato in alcune pergamene dell'abbazia di Vallombrosa e della badia di Coltibuono nel XII secolo e nel XIII secolo ed esso fu possesso dei Ricasoli fin dal 1100.

## Descrizione
La piccola chiesa di origine romanica è caratterizzata dal filaretto di pietra alberese, dalla facciata a capanna e dal fatto che è priva di abside.

## Nei dintorni

### Cappella di San Venanzio
Nella fattoria di Ama si trova la cappella di San Venanzio, eretta nel 1723 e decorata nella facciata da elementi in pietra serena.

### Cappella di San Michele a Casanova
Poco lontano è la cappella di San Michele a Casanova, in origine cappella stradale aperta nella zona frontale che nella seconda metà del Cinquecento fu ridotta a oratorio privato della famiglia Pianigiani; conserva un ciclo di affreschi del 1496 attribuiti al fiorentino Donnino di Domenico, con la Madonna col Bambino in trono tra i Santi Michele Arcangelo e Francesco d'Assisi nella parete di fondo, i Santi Giovanni Battista, Antonio abate e Pietro a sinistra e i Santi Luca, Lucia e Maria Maddalena a destra.